# Shipley (West Sussex)
Shipley – wieś w Anglii, w hrabstwie West Sussex, w dystrykcie Horsham. Leży 34 km na północny wschód od miasta Chichester i 61 km na południe od Londynu. W 2001 miejscowość liczyła 1075 mieszkańców.